# 虚空蔵山 (広島県東広島市志和町)
虚空蔵山（こくぞうやま）は広島県東広島市にある山。

## 概要
旧志和町と旧八本松町の境にある。麓には並滝寺池があり、対岸の「なみ滝藤原園」から山を見ると、池に映る山の姿を見ることができる。山頂付近には「見晴らし大岩」と呼ばれる岩があり、そこから西条盆地を見渡すことができる。地元では「岩室山」とも呼ばれ、東広島市立川上小学校の校歌にもうたわれている。「広島県百名山」および「ひろしま百山」の一つ。

山頂には三等三角点「岩室」が設置されており、標高は666.1mとなっている。

## 登頂ルート
- Aコース - 並滝寺池堰堤付近から登る道。途中ロープが設けられている場所がある。
- Bコース - 新広島変電所付近から登る道。鉄塔があるため、階段が整備されている。

以上のコースは途中で合流する。
- Cコース - うぐいすが丘団地から登る道。

## 見晴らし大岩

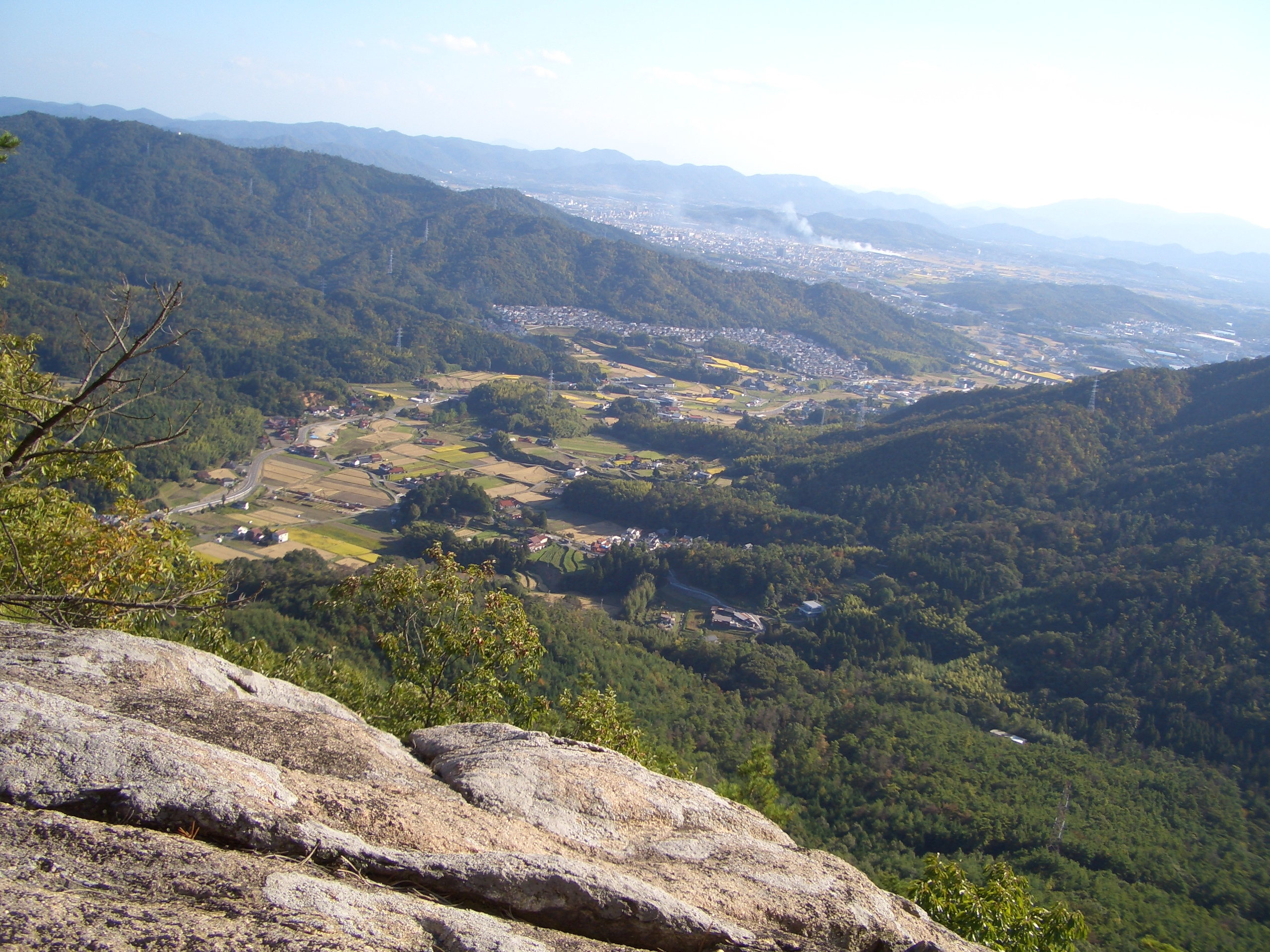
見晴らし大岩より西条盆地を望む

頂上付近にある大きな岩。多くの登山者がこの岩を訪れる。眼下には篠の集落、南東方向には西条盆地、南西方向には志和町、さらに遠くには広島湾を望むことができる。

また、近くにポストが設置されており、中にはノートとペンが入っている。ノートには、登山者によって登山記録などが記入されている。

## 山にまつわる伝説

### 磐座
原始時代の人たちは、山全体を神殿と考え、自然のままの山や岩石を祀った（磐座）。この山には、山頂に高さ約40メートルの奥津磐座、中腹に中津磐座、麗に高さ2.7メートルの石津磐座といわれる岩がある。神様は、奥津磐座から順々に三つの岩を通って麗の拝殿に降りてくるといわれる。現在の岩蔵神社がその拝殿である。

### 天女の話
天気の良い日には、山頂の岩の上に、空から天女が舞い降りて来て遊んだという伝説がある。

### 乳神山さん
岩の下方に水の湧き出るところがあり、その横には小さな祠があって「乳神山さん」と呼ばれている。乳の出ない女性は、この祠に参って、清水を飲んで後を振り返らないで帰ると、よく乳が出るようになるといわれている。

## 交通
- 国道486号の磯松交差点より県道80号線を北上、八本松篠交差点を左折し、道なりに進むと並滝寺池の堰堤横に着く。